# Bastione delle Maddalene
Il bastione delle Maddalene è un baluardo situato lungo le mura magistrali di Verona, sulla sinistra d'Adige, progettato da Francesco Maria della Rovere e Pier Francesco da Viterbo.

## Storia e descrizione
In un primo momento era presente la cinta muraria scaligera, commissionata da Alberto della Scala e realizzata tra 1287 e 1289. Il bastione venne quindi edificato su progetto di Francesco Maria I della Rovere e Pier Francesco da Viterbo nel 1527, nell'ambito del rafforzamento da parte della Repubblica di Venezia delle fortificazioni di Verona, che aveva l'obiettivo di renderle più adatte all'introduzione della polvere da sparo. Si tratta pertanto del primo bastione edificato nella piazzaforte di Verona, un tempo erroneamente attribuito a Michele Sanmicheli.
Successivamente, tra 1839 e 1840, vi fu il rafforzamento del bastione e l'adattamento alle nuove esigenze difensive: furono sostituite le originarie postazioni superiori per artiglieria a cielo aperto con un secondo ordine di casematte, disposte nei fianchi al di sopra di quelle originarie; venne realizzata una poterna (che sostituisce le due originarie), collegata all'esterno mediante una rampa, che consente di accedere alle casematte inferiori; ai lati della rampa d'ingresso furono disposte due polveriere per l'uso corrente del bastione.
Si tratta quindi di un bastione di muratura e terra, a tracciato pentagonale, munito di postazioni per le artiglierie in casamatta. Il muro di rivestimento, con paramento di laterizio, è a scarpa, ossia in pendenza, sino all'altezza della cordonatura di pietra, per proseguire poi con un muro di coronamento verticale, sempre in laterizio, che sostiene il parapetto di terra con scarpata a pendenza naturale. Alla base, il muro di rivestimento è munito sul perimetro da una galleria di contromina, provvista di spiragli per la luce e per l'aria.